# Bořivoj Navrátil
Bořivoj Navrátil (26. září 1933 Kroměříž – 31. října 2011 Praha) byl český divadelní a filmový herec a interpret čtených textů.

## Život
Narodil se v Kroměříži v dnes již zbouraném domku na území komplexu později známého jako Pal-Magneton, tehdy První kroměřížské strojírny a slévárny Ignáce Lorenze, kde Navrátilův otec pracoval jako prokurista. Otec Bořivoje Navrátila František se narodil v Třebíči. Ve třech letech mu zemřela matka, po roce se zastřelil jeho otec. Bořivoje a jeho bratra se ujala jejich teta, otcova sestra, s níž se po válce přestěhovali do Jihlavy, aby unikli zášti sousedů. Do 17 let budoucí herec Navrátil trpěl vadou řeči – ráčkoval. V Jihlavě vystudoval gymnázium a obchodní akademii.
Divadlu se začal věnovat jako ochotník, poté vystudoval v letech 1952–1956 činoherní herectví Divadelní fakultě Janáčkovy akademie múzických umění v Brně. Profesionálně začal hrát hned po absolutoriu v Českém Těšíně, následně působil v Opavě (jedna sezona), tři následující roky pak v Ostravě. V letech 1961–1992 byl členem činohry pražského ND, odkud přešel do souboru Divadla Na zábradlí (1993–1997). Koncem 90. let vystupoval s Divadelním spolkem Kašpar, v průběhu své profesní kariéry hostoval na scénách pražských (Činoherní klub, Divadlo pod Palmovkou, Švandovo divadlo) i mimopražských (Brno, Mladá Boleslav, Šumperk, Jihlava) divadel.
Byl často obsazován do vedlejších rolí ve filmu i televizi, spolupracoval s rozhlasem a dabingem.
Pedagogicky působil na pražské Státní konzervatoři (1973–1983) a DAMU (1986–1987).
Zemřel po dvou letech svého boje s rakovinou tlustého střeva dne 31. října 2011 ve věku 78 let.

## Dílo

### Televize
- 1979 Zákon rovnosti (TV inscenace) - role: Hrabě Trapp
- 1983 Návštěvníci (seriál)
- seriál Redakce - role hlavní šéfredaktor ...
- 1997 Cyprián a bezhlavý pradědeček, pohádka, role: Cypriánův bezhlavý pradědeček
- 1997 Vojtík a duchové, pohádka, druhý díl pohádky Cyprián a bezhl....

### Film
- 1982 Pozor, vizita!
- 1984 Sestřičky
- 1987 Přízrak
- 1997 Knoflíkáři

### Rozhlas
- 2002 Johann Nepomuk Nestroy: Talisman, překlad Eva Bezděková, rozhlasová úprava a dramaturgie Jana Paterová, hudba Vadim Petrov, režie Otakar Kosek. Hráli: Titus Lišák (Jiří Langmajer), Paní z Cypřišova (Daniela Kolářová), Ema, její dcera (Kateřina Vaníčková), Konstance, její komorná (Naďa Konvalinková), Flora, zahradnice (Bára Štěpánová), Semínko, zahradnický pomocník (Bohumil Klepl), Pan Markýz, vlásenkář (Jiří Štěpnička), Salome, husopaska (Tereza Bebarová), Zátka, pivovarník (Bořivoj Navrátil) a Konrád, sluha (Jan Skopeček). (76 min).
- 2005 Adalbert Stifter: Tři strůjci svého štěstí, připravil: Miroslav Stuchl; překlad: Anna Siebenscheinová; režie: Ivan Chrz; čte Bořivoj Navrátil.
- 2007 Daniela Fischerová: Cesta k pólu, příběh o hledání smyslu života na samém jeho konci. Hudba: Marko Ivanovič, dramaturgie: Martin Velíšek, režie: Hana Kofránková. Hrají: Jiřina Jirásková, Josef Somr, Viola Zinková, Bořivoj Navrátil, Vilma Cibulková, Zdeněk Hess, Miriam Kantorková, Hana Brothánková a Jan Polívka.[10]